# Guillem II de Tonnerre
Guillem II de Tonnerre (- c.1099) fou comte de Tonnerre de 1090 fins a la seva mort. Era fill de Guillem I, comte de Nevers i d'Auxerre, i d'Ermengarda de Tonnerre, comtessa de Tonnerre.
El primer document on s'esmenta és en una donació l'any 1063 a l'abadia de Cluny juntament amb els seus germans. En temps desconeguts, Guillem va heretar de la seva mare el comtat de Tonnerre.
Aparentment encapçalava la regència pel seu nebot Guillem II de Nevers al comtat de Nevers, ja que va entrar en conflicte amb el seu veí Aimó II de Borbó, senyor de Borbó. El 4 de juny de 1099, va sortir victoriós en una batalla en la qual van morir diversos cavallers de Borbó. El conflicte va ser resolt pel matrimoni de la seva única filla, Llúcia, amb Aimó II.
A la mort de Guillem II, el comtat de Tonerre va passar al seu nebot el comte Guillem II de Nevers.